# Всеамериканський (телесеріал)
«Всеамериканський» (англ. All American) — американський драматичний серіал, що транслюється на каналі The CW. Серіал розповідає про життя футболіста Спенсера Пейсінгера.
Прем'єра телесеріалу відбулась 10 жовтня 2018 року. 24 квітня 2019 року канал The CW продовжив серіал на другий сезон. 7 січня 2020 року серіал було продовжено на третій сезон. 3 лютого 2021 року серіал було продовжено на четвертий сезон. 22 березня 2022 року телесеріал було продовжено на п'ятий сезон. Прем'єра п'ятого сезону відбулась 10 жовтня 2022 року. 11 січня 2023 телесеріал було продовжено на шостий сезон. Прем'єра шостого сезону відбудлась 1 квітня 2024 року. 3 червня 2024 року телесеріал було продовжено на сьомий сезон. Прем'єра сьомого сезону відбулась 29 січня 2025 року. 2 червня 2025 року телесеріал було продовжено на заключний восьмий сезон.

## Сюжет
Спенсер — зірка шкільної футбольної команди з Південного Централа, району Лос-Анджелеса, сумно відомого своєю кримінальною обстановкою і частими конфліктами на грунті расової ворожнечі. Хлопець не збирався їхати з рідних місць, поки тренер однієї зі шкіл Беверлі-Гіллз він не покликав його в свою команду. Прийнявши пропозицію, Спенсер відкриває для себе навчання в сучасній школі в багатому, престижному і безпечному районі, масу привілеїв і велике спортивне майбутнє. Однак серед багатеньких школярів він відчуває себе зайвим. Та й нові друзі по команді зверхньо дивляться на прибульця, на якого тренер покладає великі надії.

## В ролях
- Даніел Езра — Спенсер Джеймс
- Каріма Вестбрук — Грейс Джеймс
- Джалін Холл — Діллон Джеймс
- Тай Дігз — Біллі Бейкер
- Майкл Еванс Белінг — Джордан Бэйкер
- Саманта Логан — Олівія Бейкер
- Моне Мазур — Лора Бейкер
- Грета Оніогу — Лейла Фейсал
- Bre-Z — Тамія Купер
- Коді Крістіан — Ашер Адамс

## Огляд сезонів
| Сезон | Сезон | Епізоди | Дата показу    | Дата показу     |
| Сезон | Сезон | Епізоди | Прем'єра       | Фінал           |
| ----- | ----- | ------- | -------------- | --------------- |
|       | 1     | 16      | 10 жовтня 2018 | 20 березня 2019 |
|       | 2     | 16      | 7 жовтня 2019  | 9 березня 2020  |
|       | 3     | 19      | 18 січня 2021  | 19 липня 2021   |
|       | 4     | 20      | 25 жовтня 2021 | 23 травня 2022  |
|       | 5     | 20      | 10 жовтня 2022 | 15 травня 2023  |
|       | 6     | 15      | 1 квітня 2024  | 15 липня 2024   |
|       | 7     | 13      | 29 січня 2025  | 5 травня 2025   |